# 河南省示范性普通高中列表
2005年秋季开始，河南省取消省、市重点高中称号，改称示范性普通高中。建设示范性普通高中的目的是以此带动高中整体教育质量，提高素质教育。与老的重点高中认定方法不同，新的示范性高中必须要经过专家全面评估才能命名，评估包括对学校办学方向、办学实力、学科建设的评估，实地考察及校长答辩等内容。
河南省首批57所示范性高中确定后，比原来全省24所重点高中新增近7万个优质教育学位，加上现有的63所市级示范性普通高中提供的近13万个优质教育学位，全省总的优质教育学位达到约24万个，占招生计划的40%。示范性普通高中招收择校生按考生志愿从高分到低分依次择优录取、一次录满，数量不得超过学校当年实际招生总数的30%。在收费标准上，执行原河南省、市重点高中择校生的收费标准，严禁向择校生收取赞助费、建校费等。

## 2005年首批河南省示范性普通高中（57所）

### 郑州市
- 郑州市第一中学
- 郑州市外国语学校
- 郑州市第四中学
- 郑州市第七中学
- 郑州市第十一中学
- 巩义市第二中学
- 郑州铁路第一中学（现郑州市第101中学）

### 开封市
- 开封市高级中学

### 洛阳市
- 洛阳市第一高级中学
- 偃师市高级中学
- 孟津县第一高级中学
- 洛阳轴承集团有限公司第一中学
- 中国一拖集团有限公司高级中学

### 平顶山市
- 平顶山市第一中学
- 平顶山市第一高级中学

### 安阳市
- 安阳市第一中学
- 安阳市实验中学
- 林州市第一中学
- 汤阴县第一中学

### 鹤壁市
- 鹤壁市高级中学

### 新乡市
- 新乡市第一中学
- 辉县市第一中学
- 卫辉市第一中学
- 长垣县第一中学

### 焦作市
- 焦作市第一中学
- 温县第一高级中学
- 沁阳市第一中学

### 濮阳市
- 濮阳市第一高级中学
- 中原油田第一中学

### 许昌市
- 许昌市高级中学
- 襄城县高级中学

### 漯河市
- 漯河市高级中学
- 临颍县第一高级中学

### 三门峡市
- 三门峡市第一高级中学
- 灵宝市第一高级中学

### 南阳市
- 南阳市第一中学
- 桐柏县实验高级中学
- 内乡县高级中学
- 西峡县第一高级中学

### 商丘市
- 商丘市第一高级中学
- 睢县高级中学
- 虞城县高级中学
- 夏邑县高级中学

### 信阳市
- 信阳市高级中学
- 固始县高级中学
- 光山县第二高级中学

### 周口市
- 项城市第二高级中学
- 周口市第一高级中学
- 扶沟县高级中学
- 淮阳中学
- 项城市第一高级中学

### 驻马店市
- 驻马店市高级中学
- 上蔡县第一高级中学
- 遂平县第一高级中学

### 济源市
- 济源市第一中学

### 直属
- 河南省实验中学
- 河南大学附属中学
- 河南师范大学附属中学

## 2006年第二批河南省示范性普通高中（57所）

### 郑州市
- 郑州市回民中学
- 郑州市第二中学
- 郑州市第四十七中学
- 郑州中学
- 郑州市铁六中学
- 郑州市第十九中学
- 北大附中河南分校
- 中牟县第一高级中学
- 郑州市第九中学

### 开封市
- 开封市第二十五中学
- 杞县高级中学
- 尉氏县第三高级中学
- 兰考县第一高级中学

### 洛阳市
- 新安县第一高级中学
- 宜阳县第一高级中学
- 栾川县第一高级中学
- 伊川高中

### 平顶山市
- 平顶山市实验高级中学（平煤集团一高）
- 宝丰县第一高级中学
- 叶县高级中学

### 安阳市
- 安阳县第二高级中学
- 安阳县第一高级中学
- 滑县第一高级中学
- 内黄县第一中学
- 安阳市第二中学

### 鹤壁市
- 浚县第一中学
- 鹤壁市外国语中学

### 新乡市
- 新乡市第二中学
- 辉县市高级中学
- 封丘县第一中学

### 焦作市
- 焦作市第十一中学
- 武陟县第一中学
- 修武县第一中学

### 濮阳市
- 华龙区高级中学
- 南乐一中
- 清丰县第一高级中学

### 许昌市
- 鄢陵县第一高级中学
- 长葛市第二高级中学

### 漯河市
- 漯河市第四高级中学
- 漯河实验高级中学

### 三门峡市
- 三门峡市第一中学
- 灵宝市实验高级中学

### 南阳市
- 河南油田高级中学
- 南阳市第五中学校
- 淅川县第一高级中学

### 商丘市
- 商丘市第二高级中学
- 睢县回族高级中学
- 商丘市回民高级中学
- 柘城县高级中学

### 信阳市
- 信阳第二高级中学
- 罗山县高级中学
- 潢川县高级中学
- 潢川县第一中学
- 新县高级中学

### 周口市
- 商水县第一高级中学
- 淮阳县第一中学分校
- 周口恒大中学

### 驻马店市
- 驻马店市第一高级中学
- 西平县杨庄高级中学
- 泌阳县第一高级中学
- 新蔡县第一高级中学

### 邓州市
- 邓州市第一高级中学

### 永城市
- 永城市高级中学

### 项城市
- 项城市第二高级中学

## 2007年第三批河南省示范性普通高中（64所）

### 郑州市
- 郑州市第十六中学
- 郑州市第十二中学
- 荥阳市高级中学
- 新密市第一高级中学
- 新密市实验高级中学
- 登封市第一中学

### 开封市
- 开封县第一高级中学
- 通许县第一高级中学

### 洛阳市
- 洛阳市第三中学
- 洛阳市第八中学
- 嵩县第一高级中学

### 平顶山市
- 汝州市第一高级中学
- 郏县第一高级中学
- 鲁山县第一高级中学

### 安阳市
- 安阳市第三实验中学
- 滑县第六高级中学

### 新乡市
- 延津县第一高级中学
- 新乡县第一中学
- 获嘉县第一中学
- 原阳县第一中学

### 焦作市
- 孟州市第一高级中学
- 博爱县第一中学

### 濮阳市
- 濮阳外国语学校
- 濮阳县第一中学
- 濮阳市油田第二高级中学
- 濮阳市油田第三高级中学

### 许昌市
- 许昌县第三高级中学
- 长葛市第一高级中学

### 漯河市
- 舞阳县第一高级中学
- 临颍县南街高级中学

### 三门峡市
- 渑池高中
- 义马市第二高级中学（合并为义马市高级中学）
- 陕州中学
- 卢氏县第一高级中学

### 南阳市
- 邓州市第二高级中学
- 唐河县第一高级中学
- 新野县第一高级中学
- 方城县第一高级中学、
- 镇平县第一高级中学
- 桐柏县第一高级中学
- 社旗县第一高级中学

### 商丘市
- 永城市实验高级中学
- 商丘市第四高级中学
- 柘城县第一高级中学分校
- 宁陵县高级中学

### 信阳市
- 固始县第一中学
- 信阳市第四高级中学
- 河南宋基信阳实验中学
- 商城县高级中学
- 息县第一高级中学
- 淮滨高级中学

### 周口市
- 郸城县第一高级中学
- 鹿邑县高级中学(即：鹿邑一高)
- 沈丘县第一高级中学
- 西华县第二高级中学
- 扶沟县第二高级中学
- 太康县第一高级中学

### 驻马店市
- 平舆县第一高级中学
- 确山县第一高级中学
- 正阳高级中学
- 西平县高级中学
- 汝南县高级中学

### 济源市
- 济源市高级中学
- 济源市第四中学